# 順應
順應（英語：Acclimatization）或作調適、適應或馴化，是單個生物體因曝露在特定環境中（如溫度、濕度、光照或酸鹼值等）逐漸經由性狀的可塑性而提高其適應度，允許保持性能的最低環境條件。例如平地人到高山住一段時間後，紅血球數會提高。養魚的人幫魚換水時會一次換一部份，就是為了配合魚適應不同水質的所需的時間。馴化發生時間很短（天至數週），與生物體的生命週期比較。這可以是一個非連續的發生或可替代的週期性循環。生物可以調整它們的形態、行為、物理或因應於環境變化的生物化學特性。適應新型環境已經上有千個品種有據可查，但研究人員仍然所知甚少生物體如何適應及其方式。馴化當作一個專有名詞（如生理學研究）指的是一個自然的過程，而專業術語「馴化」被保留用於響應發生於人造或控制情況的變化，如實驗操作的變數。

## 資料來源
1. ↑  (2009) “Acclimatisation” (n.d.) The Unabridged Hutchinson Encyclopedia RetrievedNovember 5 2009 from http://encyclopedia.farlex.com/acclimatization （页面存档备份，存于）